# シマウミスズメ
シマウミスズメ（学名: Lactioria fornasini）はハコフグ科に分類される海水魚の一種。東アフリカからラパ島まで、インド太平洋の熱帯海域に広く分布する。体長は23cmに達し、海底の無脊椎動物を捕食する。

## 分類と名称
1846年にイタリアの動物学者であるGiovanni Giuseppe Bianconiによって Ostracion fornasini として記載され、タイプ産地はモザンビークとされた。
属名は「乳牛」を意味し、目の上の棘が牛の角に似ていることに由来する。同様の理由から英名も「Cowfish (牛の魚)」となっている。種小名はモザンビークで活動したイタリアのアマチュア博物学者であるCarlo Antonio Fornasiniへの献名。

## 形態
六角形の骨板に覆われ、それらが癒合して箱状の堅い甲羅を形成し、そこから目、口、鰭、尾が突き出ている。口は小さく、唇が突き出ており、吻部の上部は直線的で、背はやや凸型、脇腹は凹型、腹部は丸みを帯びている。頭部の両側には小さな眼前棘があり、大きな棘が背側の隆起部から突き出ており、中くらいの大きさの棘が臀鰭近くの各腹鰭から突き出ている。背鰭と臀鰭に棘はないが、どちらも9本の軟条があり、尾鰭は扇形で10本の軟条がある。体長は通常15cm。体色は変化に富み、周囲の環境に合わせて変化する。一般的には淡黄褐色で、黄色、藤色、青色の不規則な斑点や波状の模様がある。地域によっては有毒である。

## 分布と生息地
タンザニアから南アフリカ共和国にかけてのアフリカ大陸東海岸とマダガスカル島から、日本、インドネシア、オーストラリア、ハワイ、ラパ島まで、北緯32度から南緯32度にかけてのインド太平洋の熱帯域に分布する。日本では房総半島以南の太平洋岸、九州西岸、琉球列島から知られる。ラグーンと海側の岩礁の砂地、礫地、サンゴ、藻場に生息する。主に水深5～30m付近の浅場に棲むが、水深130mでも観察例がある。

## 生態
通常単独で生活するが、繁殖期には雄が縄張りを持つ。小型の無脊椎動物を餌とし、砂の中に潜んでいる獲物に水を吹きかけて追い出し、捕食することが知られている。

## 毒性
脅威を感じると皮膚からパフトキシンと呼ばれる石鹸のような毒素を放出する能力がある。この毒は捕食者からの防御に役立ち、殺すことさえある。

## 人との関わり
普通食用にはせず、流通もしない。